# Solaris (roman)
Solaris (1961) (titlu original Solaris) este un roman science fiction al scriitorului polonez Stanisław Lem.
Romanul povestește despre imposibilitatea stabilirii unei comunicări adecvate între specia umană și una non-umană. El reprezintă una dintre explorările filozofice ale lui Lem pe tema limitărilor antropomorfice ale omului.

## Intriga
Solaris prezintă încercarea eșuată a omenirii de a stabili o modalitate de comunicare cu o formă de viață extraterestră de pe o planetă îndepărtată, Solaris. Suprafața ei este aproape în întregime acoperită cu un ocean care se dovedește a fi un organism planetar - ceea ce inițial par a fi valuri, se vor dovedi echivalentul contracțiilor musculare.
Kris Kelvin sosește pe stația de cercetare științifică care plutește deasupra oceanului cu ajutorul generatoarelor anti-gravitaționale. Savanții au studiat planeta și oceanul său decenii la rând, ajungând în cele din urmă doar să înregistreze fenomenele complexe petrecute la suprafața oceanului. Până la acea dată, ei ajunseseră să clasifice fenomenele cu ajutorul unei nomenclaturi elaborate, fără a înțelege sensul lor științific real. La puțin timp înainte de sosirea lui Kelvin, membrii stației supun oceanul unui experiment agresiv prin intermediul unui bombadrament cu raze X. Rezultatele experimentului sunt neașteptate, conducând la traume psihologice pentru fiecare individ în parte.În interiorul stației s-au materializat prezențe antropomorfe ce par inocue.
Răspunsul oceanului la această agresiune expune aspectele profunde, ascunse, ale personalității savanților - fără a revela nimic legat de natura oceanului. Atât cât pot fi înțelese acțiunile oceanului, se pare că acesta testează mințile savanților confruntându-i cu cele mai dureroase și reprimate gânduri și amintiri, lucru realizat prin materializarea unui simulacru fizic uman. Kelvin se confruntă cu amintirea soției lui moarte și cu vina pentru suicidul ei. După refuzul inițial,se vede implicat emoțional în această situație ireală.Apropierea unei persoane care are amintiri,emoții și o capacitate de înțelegere(până în stadiul de a înțelege propria condiție de copie creată de Solaris),îl duc pe Kevin între luciditate și nebunie,la o încercare disperată a unui răspuns la propriile incertitudini .O călătorie interioară care e rezultatul unui lung percurs ce pleacă de la inițiativa inițială de a înțelege Solaris.   Chinurile celorlalți cercetători sunt menționate că ar fi mai rele decât purgatoriul personal al lui Kelvin.
Inteligența oceanului manifestă fenomenele fizice într-un mod care depășește capacitatea limitată de explicare a savanților, lucru care îi deranjează pe aceștia. Mintea extraterestră de pe Solaris este atât de diferită de percepția umană a cunoașterii obiective, încât încercările de comunicare inter-specii sunt sortite eșecului.

### Capitolele cărții
| - Cap. I - Noul venit - Cap. II - Solaristicienii - Cap. III - Oaspeții - Cap. IV - Sartorius - Cap. V - Harey - Cap. VI - "Micul Apocrif" - Cap. VII - Consfătuirea | - Cap. VIII - Plăsmuirile - Cap. IX - Oxigenul lichid - Cap. X - Discuția - Cap. XI - Gânditorii - Cap. XII - Visele - Cap. XIII - Succesul - Cap. XIV - Bătrânul mimoid |

## Personaje
- Dr. Kris Kelvin - psiholog sosit recent de pe Pământ pe stația de cercetare de pe planeta Solaris. Fosta lui soție s-a sinucis după ce el a terminat relația, iar vizitatoarea sosită la bordul stației pe parcursul romanului este dublura sa perfectă.

- Snaut - prima persoană întâlnită de Kelvin pe stație, al cărei vizitator nu este arătat.

- Sartorius - ultimul locuitor al stației întâlnit de Kelvin, care se arată doar arareori și este suspicios în ceea ce-i privește pe ceilalți membri ai echipajului. Vizitatorul său rămâne anonim, deși există anumite aluzii indicând că ar fi vorba despre un copil.

- Gibarian - fost profesor universitar al lui Kelvin, care s-a sinucis cu puțin timp înainte de sosirea acestuia pe stație. Vizitatoarea sa este o "uriașă negresă" care îi apare de două ori și lui Kelvin: prima dată pe coridor, la puțin timp de la sosirea lui, iar a doua oară în timp ce el examina cadavrul lui Gibarian. Ea nu pare să fie conștientă de oamenii pe care îi întâlnește, sau decide să îi ignore.

- Harey - fosta soție a lui Kelvin, care s-a sinucis prin intermediul unei injecții letale, reapare ca vizitator. Copleșit de emoțiile conflictuale apărute în urma reîntâlnirii, Kelvin o pune pe Harey-vizitatoarea într-o navetă și o lansează în spațiu pentru a scăpa de ea. Ea reapare destul de curând, fără a-și aminti incidentul cu naveta și devine conștientă de natura sa tranzitorie și de faptul că e doar o unealtă a Solarisului, ceea ce o determină să se sinucidă prin consumarea de oxigen lichid. Tentativa eșuează, deoarece corpul ei este compus din neutrini stabilizați de un câmp de forță de origine necunoscută, având o forță ieșită din comun și capacitatea de a se regenera rapid după ce a fost rănit. Ea îl convinge ulterior pe Snaut să o omoare folosind un dispozitiv realizat de Sartorius, care distruge structura subatomică a vizitatorilor și previne reapariția lor.

## Ecranizări
Romanul Solaris a fost ecranizat de trei ori:
- 1968 - Solaris - film de televiziune regizat de Boris Nirenburg.[1][2]
- 1972 - Solaris - adaptare liberă în regia lui Andrei Tarkovski, care pune accentul pe relațiile umane, nu pe teoriile astrobiologice ale lui Lem (în special pe viața de pe Pământ a lui Kelvin, înainte de călătoria spre Solaris). Filmul a câștigat Marele Premiu la Festivalul Internațional de Film de la Cannes din 1972.
- 2002 - Solaris - film regizat de Steven Soderbergh și produs de James Cameron, cu George Clooney și Natascha McElhone în rolurile principale. Filmul pune accent pe relația dintre Kelvin și fosta sa soție, excluzând - la fel ca și precedenta ecranizare - temele științifice și filozofice ale lui Lem.

Lem însuși a remarcat că nicio ecranizare nu descrie extraordinara "alienare" fizică și psihologică a oceanului de pe Solaris: "Eu doream să realizez o viziune a unei întâlnirii umane cu ceva ce există cu adevărat, într-o manieră grandioasă, dar nu poate fi redus la concepte, idei sau imagini omenești".

## Aluzii culturale
- Formația maghiară de rock progresiv Solaris și-a luat numele de la roman.
- Opera germană Solaris de Michael Obst.
- Pe 25 august 2009, Życie Warszawy a anunțat că TR Warszawa (fostul Teatru Rozmaitości de pe strada Marszałkowska) pregătește adaptarea dramatică 'Solaris. The Report', în regia Nataliei Korczakowska, pentru luna octombrie a aceluiași an.
- Muzicianul Photek a lansat în anul 2000 un album intitulat Solaris; piesa a șaptea se numește Solaris.
- Piesa a noua de pe al treilea album al formației de space rock Failure's, intitulat Fantastic Planet, și-a luat numele de la roman, prezentând evenimentele acestuia; melodia a fost compusă de Ken Andrews.
- Albumul din 1978 al lui Isao Tomita, Kosmos, are o piesă intitulată "The Sea Named ‘Solaris’", bazată pe selecțiuni din temele muzicale de Bach din filmul lui Tarkovski.

## Traduceri în limba română
- 1967-68 - Solaris, serializat în CPSF nr. 312-316, traducere Adrian Rogoz și Teofil Roll
- 1974 - Solaris, Ed. Dacia, traducere Adrian Rogoz și Teofil Roll
- 1993 - Solaris, Ed. Savas Press, Colecția "Orbita", nr. 1, traducere Adrian Rogoz și Teofil Roll, 240 pag., ISBN 973-9085-31-8
- 1995 - Solaris, Ed. Savas Press, traducere Adrian Rogoz și Teofil Roll
- 2014 - Solaris, Editura Nemira, colecția "Nautilus", traducere Adrian Rogoz și Teofil Roll, 296 pag., ISBN 978-606-579-794-4
- 2014 - Solaris (cartonată), ed. Paladin, traducere Constantin Geambașu

## Vezi și
- Paradoxul lui Fermi în ficțiune